# Hříběcí

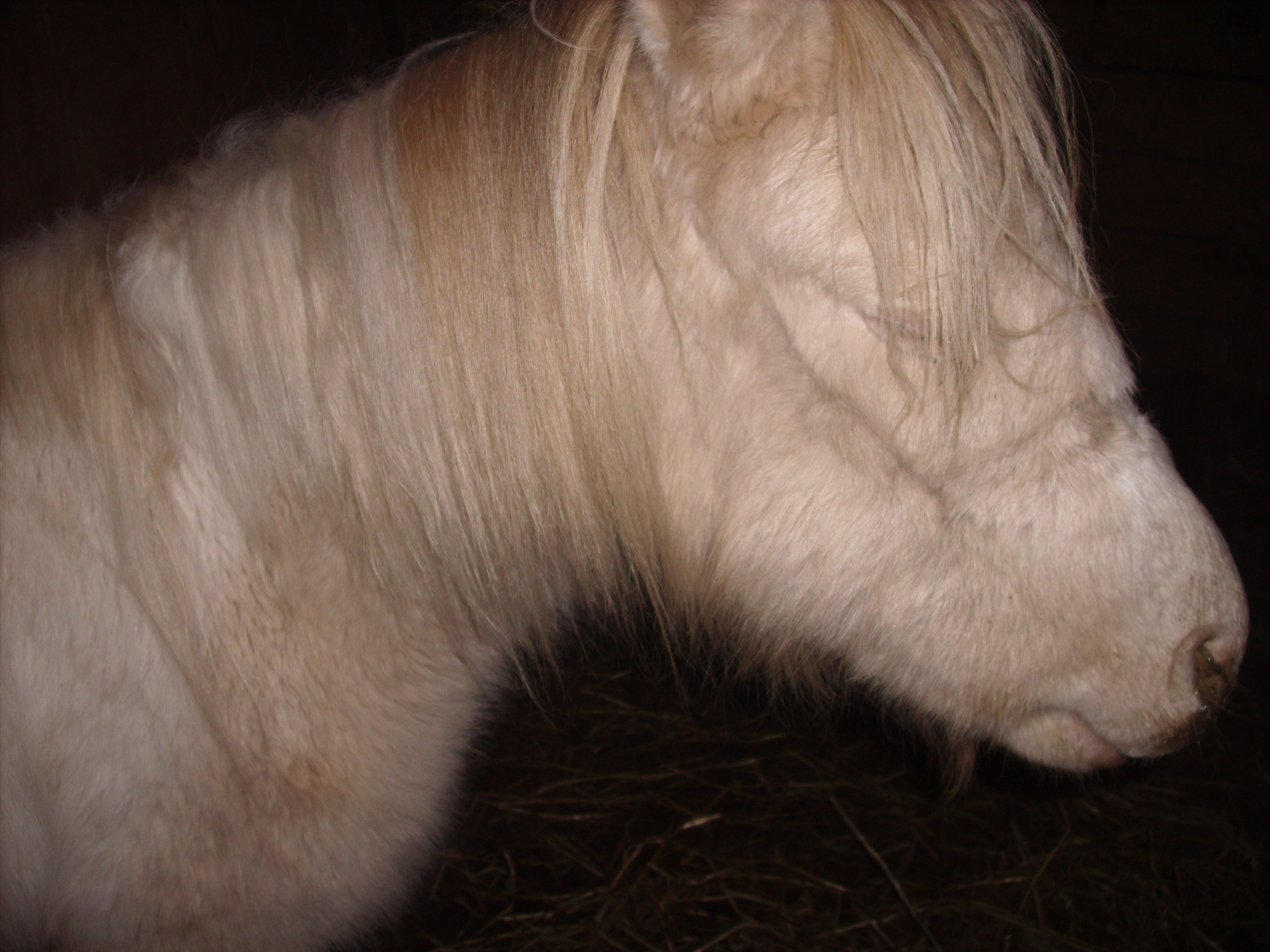
Hříběcí - otoky hlavy a krku

Hříběcí, lat. adenitis equorum, též coryza contagiosa equorum je vysoce nakažlivé horečnaté onemocnění koňovitých, způsobené bakterií Streptococcus equi subsp. equi. Vyskytuje se na celém světě a postihuje především hříbata a mladé koně, onemocnět však může každé zvíře. Téměř 100% morbidita a až 20% podíl komplikovaných případů činí z hříběcí chorobu, která přináší nezanedbatelné ekonomické i provozní náklady v chovech koní.
Hříběcí se nejčastěji vyskytuje u mladých koní, od jednoho do pěti let věku, postiženi mohou být i oslabení dospělí koně, jejichž imunita byla narušena proběhlou nebo probíhající virovou infekcí dýchacích cest či stresem, z přetrénování, dlouhého transportu nebo špatného zacházení. Hříbata imunních matek jsou proti nemoci odolná až do 3 měsíců po narození. Původce se přenáší jak přímým kontaktem mezi zvířaty, nosními sekrety, kapénkami, hnisem či při vzájemném čistění koní, tak i nepřímo, kontaminovanou vodou, napáječkami, žlaby, pomůckami k ošetřování koní i lidmi samotnými. Bakterie je ve vnějším prostředí velmi odolná, při teplotě 20 °C přežívá na dřevěném nebo skleněném povrchu 48 dní, v hlenu či krvi přežívá ještě déle. Riziko představují též koně v rekonvalescenci, po odeznění klinických příznaků se z těla mohou streptokoky vylučovat ještě dlouhou dobu, uvádí se i 11 měsíců[zdroj?], někteří koně se mohou stát asymptomatickými chronickými nosiči a v jejich vzdušných vacích je přítomen původce až 39 měsíců. Po zavlečení nákazy je pravděpodobně, že se hříběcí během několika dní rozšíří na většinu koní ve stáji.
Při nákaze se bakterie dostává na sliznici nosní či ústní dutiny, odkud proniká do místních lymfatických uzlin. Po inkubační době, která je dlouhá asi 2-6 dní (jinde se uvádí 3-10 dní dochází k hnisavému zánětu hrtanu, sliznice horních cest dýchacích a mandibulárních a retropharyngeálních mízních uzlin, ve kterých se tvoří abscesy. Klinické projevy zahrnují náhlý nástup vysoké teploty až na 40 °C, skleslost, nechutenství a nejprve vodnatý, později hlenovitě-hnisavý výtok z nozder. Nápadné je zvětšení mízních uzlin (lymfadenopatie) a bolestivé zduření a otok v oblasti hltanu. Otoky mohou vést k problémům s polykáním či s dýcháním, koně stojí se strnule nataženým krkem a na dotyk reagují bolestivě.
Abscesy se po 7 až 10 dnech po prvních příznacích obvykle provalí ven a asi po 23 dnech klinické příznaky pominou, asi ve 20% případů se však vyskytnou komplikace - abscesy se mohou provalit do vzdušných vaků, průdušnice, vedlejších nosních dutin, či příušní slinné žlázy, bakterie se může rozšířit do dalších mízních uzlin, do parenchymatózních orgánů a způsobit sepsi. Naopak při neprovalení abscesů může hrdlo koně zduřet natolik, že dojde k udušení.
Mezi možné komplikace hříběcí patří:
- Empyem vzdušných vaků - zánět, při kterém se vzdušné vaky naplní hnisem
- Zápal plic
- Retrofaryngeální abscesy, které zužují dýchací cesty, může dojít také k obrně hrtanu
- Komprese průdušnice, abcesy kraniálních mediastinálních mízních uzlin
- Septikémie, tzn. přítomnost bakterií v krvi, a z ní vyplývající encefalitida a artritida
- Abscesy v orgánech břišní dutiny, které při provalení vedou ke hnisavé peritonitidě
- Abscesy v CNS
- Myopatie, které vedou ke kolikám či svalové atrofii
- Endokarditida nebo myokarditida, tedy zánět srdce
- Ztráta mléka u klisen po porodu
- Purpura hemorrhagica, neboli petechiální horečka, která se projevuje otoky hlavy, trupu i končetin a různě závažným krvácením

Při správné léčbě je však mortalita nižší než 5% a obvykle nepřesahuje 10%. Po infekci jsou koně vůči hříběcí imunní, imunita ale není doživotní.
Diagnostika je založena na klinických příznacích a izolací původce ze stěru z nosní nebo hltanové sliznice, z hnisu či hnisavého sekretu. Identifikace bezpříznakových nosičů je obtížná.
Při léčbě je důležitý klid ve stáji, lékem volby je penicilin. Terapie musí trvat dostatečně dlouho, až 5 dnů po ústupu horečky. U koní s pokročilejším stadiem onemocnění, kde se začaly vytvářet abscesy, již antibiotika sama spíše brání léčbě. Kůň by měl být umístěn do izolace, kde se podporuje provalení abscesu ven, provede se jeho drenáž a výplach dezinfekčními roztoky. Koně s komplikacemi vyžadují bezodkladnou intenzivní péči.